# Lundsbergs kyrka
Lundsbergs kyrka är en kyrkobyggnad i Lundsberg, Storfors kommun i Värmland. 
Kyrkan byggdes 1929–30 i anslutning till Lundsbergs internatskola. Den finansierades genom en donation om 150 000 kronor av konsul Nils Christian Jensen och ritades av Bror Almquist. Peder Jensen, son till donatorn, skulpterade altarskåpet och predikstolen som han sedan skänkte till kyrkan. I övrigt har inredningen bekostats av före detta elever och lärare. I källarvåningen finns ett skolmuseum. Prins Sigvard, som var elev på skolan 1918–1926, ritade fönstret ovanför orgeln 1929 med motiv ur Jesu liv.[källa behövs]
Under sommaren hålls inga gudstjänster i kyrkan.